# Karen Gallardo
Karen Pamela Gallardo Pinto (Valdivia, 6 marzo 1984) è una discobola cilena.

## Biografia
Gallardo esordisce tra i seniores nel 2006 e subito guadagna nella competizione riservata agli under 23 dei Giochi sudamericani una medaglia d'oro. Successivamente - a livello continentale regionale - ha vinto numerose competizioni tra cui un secondo oro ai Giochi sudamericani di Santiago del Cile. Nella sua carriera, a livello mondiale, ha preso parte nel 2009 alle Universiadi di Belgrado, dal 2011 ha partecipato a diverse edizioni dei Mondiali e soprattutto a due edizioni consecutive dei Giochi olimpici, a Londra 2012 e a Rio de Janeiro 2016. Quest'ultima qualificazione è stata ottenuta insieme con il raggiungimento del record nazionale nel lancio del disco.

## Palmarès
| Anno | Manifestazione             | Sede              | Evento           | Risultato | Prestazione | Note              |
| ---- | -------------------------- | ----------------- | ---------------- | --------- | ----------- | ----------------- |
| 2004 | Sudamericani U18           | Barquisimeto      | Lancio del disco | Argento   | 44,00 m     |                   |
| 2006 | Sudamericani               | Tunja             | Lancio del disco | Bronzo    | 48,75 m     |                   |
| 2006 | Sudamericani               | Tunja             | Getto del peso   | 7ª        | 12,01 m     |                   |
| 2006 | Sudamericani U23           | Buenos Aires      | Lancio del disco | Oro       | 52,01 m     |                   |
| 2007 | Sudamericani               | San Paolo         | Lancio del disco | 5ª        | 48,94 m     |                   |
| 2007 | Giochi panamericani        | Rio de Janeiro    | Lancio del disco | 12ª       | 46,11 m     |                   |
| 2008 | Campionati ibero-americani | Iquique           | Lancio del disco | Argento   | 53,10 m     |                   |
| 2008 | Campionati CAC             | Cali              | Lancio del disco | 4ª        | 51,46 m     | OC                |
| 2009 | Giochi dell'ALBA           | L'Avana           | Lancio del disco | Bronzo    | 57,48 m     |                   |
| 2009 | Giochi dell'ALBA           | L'Avana           | Getto del peso   | 8ª        | 13,10 m     |                   |
| 2009 | Sudamericani               | Lima              | Lancio del disco | Argento   | 55,91 m     |                   |
| 2009 | Sudamericani               | Lima              | Getto del peso   | 6ª        | 12,93 m     |                   |
| 2009 | Universiadi                | Belgrado          | Lancio del disco | 8ª        | 55,38 m     |                   |
| 2010 | Campionati ibero-americani | San Fernando      | Lancio del disco | 4ª        | 54,30 m     |                   |
| 2011 | Sudamericani               | Buenos Aires      | Lancio del disco | Argento   | 54,91 m     |                   |
| 2011 | Mondiali                   | Taegu             | Lancio del disco | 23ª (q)   | 53,69 m     |                   |
| 2011 | Giochi panamericani        | Guadalajara       | Lancio del disco | 5ª        | 57,17 m     |                   |
| 2012 | Campionati ibero-americani | Barquisimeto      | Lancio del disco | Bronzo    | 57,40 m     |                   |
| 2012 | Giochi olimpici            | Londra            | Lancio del disco | 21ª (q)   | 60,09 m     |                   |
| 2013 | Sudamericani               | Cartagena         | Lancio del disco | Bronzo    | 57,04 m     |                   |
| 2013 | Mondiali                   | Mosca             | Lancio del disco | 18ª (q)   | 57,03 m     |                   |
| 2013 | Giochi bolivariani         | Trujillo          | Lancio del disco | Oro       | 56,77 m     |                   |
| 2014 | Giochi sudamericani        | Santiago del Cile | Lancio del disco | Oro       | 59,65 m     | Record dei Giochi |
| 2014 | Campionati ibero-americani | San Paolo         | Lancio del disco | Oro       | 59,66 m     |                   |
| 2015 | Sudamericani               | Lima              | Lancio del disco | 4ª        | 56,90 m     |                   |
| 2015 | Giochi panamericani        | Toronto           | Lancio del disco | 5ª        | 59,11 m     |                   |
| 2015 | Mondiali                   | Pechino           | Lancio del disco | 22ª (q)   | 58,32 m     |                   |
| 2016 | Campionati ibero-americani | Rio de Janeiro    | Lancio del disco | Argento   | 58,84 m     |                   |
| 2016 | Giochi olimpici            | Rio de Janeiro    | Lancio del disco | 18ª (q)   | 57,81 m     |                   |
| 2017 | Sudamericani               | Asunción          | Lancio del disco | Bronzo    | 59,73 m     |                   |
| 2017 | Mondiali                   | Londra            | Lancio del disco | 29ª (q)   | 52,81 m     |                   |
| 2019 | Sudamericani               | Lima              | Lancio del disco | 4ª        | 55,09 m     |                   |
| 2019 | Giochi panamericani        | Lima              | Lancio del disco | 9ª        | 53,42 m     |                   |
| 2021 | Sudamericani               | Guayaquil         | Lancio del disco | Argento   | 59,72 m     |                   |
| 2021 | Giochi olimpici            | Tokyo             | Lancio del disco | 29ª (q)   | 55,81 m     |                   |
| 2022 | Mondiali                   | Eugene            | Lancio del disco | 22ª (q)   | 57,78 m     |                   |
| 2022 | Giochi sudamericani        | Asunción          | Lancio del disco | Bronzo    | 57,62 m     |                   |
| 2023 | Campionati sudamericani    | San Paolo         | Lancio del disco | Argento   | 59,92 m     |                   |
| 2023 | Mondiali                   | Budapest          | Lancio del disco | 27ª (q)   | 56,74 m     |                   |
| 2023 | Giochi panamericani        | Santiago          | Lancio del disco | 9ª        | 55,36 m     |                   |
| 2025 | Campionati sudamericani    | Mar del Plata     | Salto in lungo   | 4ª        | 52,42 m     |                   |